# Herona
Herona is een geslacht van vlinders uit de familie Nymphalidae.

## Soorten
- Herona marathus
- Herona sumatrana